# Elisabeth Schwarzkopf
Olga Maria Elisabeth Friederike Schwarzkopf (Jarotschin, 9 dicembre 1915 – Schruns, 3 agosto 2006) è stata un soprano tedesco naturalizzato inglese.

## Biografia
Nata a Jarotschin, nella provincia di Posen, (ex Prussia, ora Polonia), da Friedrich Schwarzkopf ed Elisabeth Fröhling, fin da piccola dimostrò interesse per la musica.
Nel 1934 cominciò a studiare da mezzosoprano a Berlino, alla Hochschule für Musik, ma su consiglio del baritono Karl Schmitt-Walter passò al registro di soprano, continuando gli studi sotto la guida del celebre soprano lirico-leggero Maria Ivogün e del marito di lei, il pianista Michael Raucheisen.

### Esordio e prima carriera
La Schwarzkopf debuttò come professionista all'Opera di Berlino il 15 aprile 1938 nel ruolo del Secondo Fiore nel Parsifal di Wagner.
Cantò a Berlino nei quattro anni successivi, aderendo nel frattempo al partito nazista, decisione che le impedì per molti anni di esibirsi negli Stati Uniti.
Nel 1942 esordì alla Staatsoper di Vienna dove cantò nel Ratto dal serraglio di Mozart (Costanza), Musetta e Mimì nella Bohème di Puccini, Zerbinetta in Ariadne auf Naxos di R. Strauss.
Nel 1945 la Schwarzkopf ottenne la cittadinanza austriaca per poter cantare stabilmente a Vienna ed interpretò Nedda nei Pagliacci di Ruggero Leoncavallo. Al Wiener Staatsoper il soprano andò in scena per 153 rappresentazioni fino al 1965.
Il primo incontro tra la Schwarzkopf e Walter Legge avvenne nel marzo 1946, quando la cantante fu invitata a partecipare a un'audizione per il celebre produttore: la Schwarzkopf cantò il Lied di Hugo Wolf Wenn rief dich denn? e Legge, incantato dalla sua voce, le fece firmare un contratto esclusivo con la EMI. Legge divenne da quel momento prima manager e poi in seguito convivente della Schwarzkopf; i due si sposarono il 19 ottobre 1953 ad Epsom (Inghilterra). La cantante ottenne così la cittadinanza inglese.

### La consacrazione

Elisabeth Schwarzkopf e Giorgio Favaretto nel 1953 circa

Tra il 1947 e il '48 si esibì in tournée con la Staatsoper di Vienna alla Royal Opera House di Londra dove cantò nel ruolo di Donna Elvira nel Don Giovanni di Mozart (settembre 1947), che sarebbe divenuto uno dei suoi cavalli di battaglia, e nel ruolo di Pamina nel Flauto magico (gennaio 1948). Sempre nello stesso anno al Covent Garden si esibì anche in La traviata, in una particolare versione in lingua Inglese, che l'artista affermò non essere stata per nulla facile da cantare. Cantò inoltre sempre a Londra ne Il cavaliere della rosa, La bohème, I maestri cantori di Norimberga e Fidelio.
Il 28 dicembre 1948 esordì al Teatro alla Scala come Contessa di Almaviva ne Le nozze di Figaro di Mozart, ruolo che diventerà anch'esso uno dei suoi cavalli di battaglia. Alla Scala cantò in seguito ogni anno fino al 1963.
Ritornò a Milano nel giugno del 1950 per cantare la parte di soprano nella Missa Solemnis di Beethoven, che eseguì nel settembre dello stesso anno anche al Teatro La Fenice di Venezia, oltre alla Messa in Si minore di Johann Sebastian Bach.
La Scala diventerà, nel corso degli anni Cinquanta, il teatro dei suoi maggiori trionfi in una grande varietà di ruoli: Pelléas et Mélisande di Debussy, Eracle di Händel, Faust di Gounod, Lohengrin di Richard Wagner, Fiordiligi in Così fan tutte di Wolfgang Amadeus Mozart (Piccola Scala) e la Marescialla nel Cavaliere della rosa di Strauss, il suo ruolo per eccellenza.
Al Teatro la Fenice di Venezia l'11 settembre 1951 cantò in anteprima mondiale nel ruolo di Anne Truelove in The Rake's Progress di Stravinskij, e sempre in settembre, la Messa da requiem di Giuseppe Verdi.
Il debutto americano avvenne all'Opera di San Francisco il 20 settembre 1955 nel ruolo della Marescialla con la quale debutterà anche al Metropolitan di New York il 19 dicembre 1964. Al Metropolitan si esibì in 14 rappresentazioni fino al 1968 e all'Opera di San Francisco fino al 1964.
Sempre nel 1955 è Pamina ne Il flauto magico al Teatro alla Scala.
Nel 1956 è Fiordiligi nel Così fan tutte e Donna Elvira in Don Giovanni al Teatro alla Scala con Cesare Siepi e Italo Tajo.
Nel luglio del 1957 la Schwarzkopf partecipò alla registrazione della Turandot diretta da Tullio Serafin con Maria Callas, Eugenio Fernandi e Nicola Zaccaria, dove interpretò il ruolo della schiava Liù. Il disco, oltre ad essere l'unica testimonianza della Callas in Turandot e della Schwarzkopf nella parte di Liù, mostra le straordinarie doti vocali e interpretative della cantante.
Dalla stagione 1957 - 1958 alla stagione 1961 - 1962 è nuovamente Donna Elvira in Don Giovanni alla Wiener Staatsoper (recite in lingua tedesca).
Negli anni Sessanta la Schwarzkopf cantò esclusivamente 5 ruoli: Donna Elvira, Fiordiligi, la Contessa Almaviva e la Marescialla, con una sporadica apparizione nella parte di Alice Ford nel Falstaff di Verdi.
La sua ultima apparizione operistica ebbe luogo il 31 dicembre 1971 al Teatro La Monnaie di Bruxelles nel ruolo della Marescialla. La Schwarzkopf si dedicò dal quel momento in poi esclusivamente all'attività concertistica.
Si ritirò definitivamente dalle scene il 19 marzo 1979 dopo un concerto a Zurigo e si dedicò all'insegnamento in vari Conservatori, in particolare alla Juilliard School of Music di New York.

### Gli ultimi anni
Dopo aver vissuto per molti anni a Zurigo (1982-2003) si trasferì definitivamente a Schruns, nel Vorarlberg (Austria), dove morì nel sonno nelle prime ore del 3 agosto 2006, all'età di 90 anni.
Alla Schwarzkopf è dedicata la fondazione Elisabeth Schwarzkopf/Walter Legge Society.

## Vocalità e personalità interpretativa
La Schwarzkopf è stata uno dei più celebri e ammirati soprani del XX secolo grazie agli splendidi mezzi vocali e alla grande musicalità, nonché per la sua avvenenza.
Voce dolce e limpida, piena, morbida, estesa, molto duttile e agile, omogenea nei registri e sorretta da un'ottima preparazione tecnica.
Soprano prettamente lirico, si accostò anche, però, anche a parti d'agilità, grazie alla buona tecnica di coloratura, nonché ai ruoli più drammatici di Verdi (Alice Ford, Violetta).
Come attrice possedeva vivacità, grazia, fascino e senso della misura, qualità che le resero congeniali i ruoli belcantistici sette-ottocenteschi, ma grazie alla straordinaria versatilità si fece apprezzare anche in ruoli di carattere ed elegiaci.
Caratteristiche peculiari della Schwarzkopf sono state l'intelligente uso della parola, l'incisività del fraseggio e l'attenta analisi psicologica ed intimistica dei personaggi.
La Schwarzkopf è stata considerata un'ottima insegnante, ed era anche nota per essere estremamente severa ed esigente.

## Repertorio
Oltre alle sue esibizioni operistiche, è impossibile non ricordare il suo contributo alla storia interpretativa del Lied tedesco (Mozart, Schubert, Brahms, Wolf, Schumann, Mahler e altri), di cui fu anche ottima insegnante. Incise i Vier letzte Lieder di Strauss, subito dopo la loro composizione.Tra i pianisti con cui ha inciso ricordiamo: Edwin Fischer, Walter Gieseking, Gerald Moore, Alfred Brendel, Glenn Gould. Una vera rarità fu eseguire l'opera di Verdi "Alzira", nel 1938, con Alfred Hubner, Rupert Glowitsch ed altri, in lingua tedesca.
| Repertorio operistico       | Repertorio operistico          | Repertorio operistico |
| Ruolo                       | Titolo                         | Autore                |
| --------------------------- | ------------------------------ | --------------------- |
| Marzelline                  | Fidelio                        | Beethoven             |
| Marguerite                  | La damnation de Faust          | Berlioz               |
| Melisande                   | Pelléas et Mélisande           | Debussy               |
| Marguerite                  | Faust                          | Gounod                |
| Iole                        | Ercole                         | Händel                |
| Gretel                      | Hänsel und Gretel              | Humperdinck           |
| Hanna Glawari               | Die lustwige Witwe             | Lehár                 |
| Lisa                        | Das Land des Lächelns          | Lehár                 |
| Nedda                       | Pagliacci                      | Leoncavallo           |
| Manon Lescaut               | Manon                          | Massenet              |
| Susanna Contessa d'Almaviva | Le nozze di Figaro             | Mozart                |
| Pamina Prima dama           | Die Zauberflöte                | Mozart                |
| Donna Elvira                | Don Giovanni                   | Mozart                |
| Fiordiligi                  | Così fan tutte                 | Mozart                |
| Blondchen Kostanze          | Die Entführung aus dem Serail  | Mozart                |
| Giulietta                   | Les contes d'Hoffmann          | Offenbach             |
| Liù                         | Turandot                       | Puccini               |
| Mimì Musetta                | La bohème                      | Puccini               |
| Cio-ciò san                 | Madama Butterfly               | Puccini               |
| Belinda                     | Dido and Æneas                 | Purcell               |
| Rosina                      | Il barbiere di Siviglia        | Rossini               |
| Annina                      | Eine Nacht in Venedig          | Strauss, Johann       |
| Adele Rosalinde             | Die Fledermaus                 | Strauss, Johann       |
| Saffi                       | Der Zigeunerbaron              | Strauss, Johann       |
| Gabrielle                   | Wiener Blut                    | Strauss, Johann       |
| Sophie Marescialla          | Der Rosenkavalier              | Strauss, Richard      |
| Gräfin Madeleine            | Capriccio                      | Strauss, Richard      |
| Ariadne Zerbinetta          | Ariadne auf Naxos              | Strauss, Richard      |
| Anne                        | The Rake's Progress            | Stravinskij           |
| Mrs Alice Ford              | Falstaff                       | Verdi                 |
| Violetta Valéry             | La traviata                    | Verdi                 |
| Gilda                       | Rigoletto                      | Verdi                 |
| Alzira                      | Alzira                         | Verdi                 |
| Elisabeth                   | Tannhäuser                     | Wagner                |
| Elsa di Brabante            | Lohengrin                      | Wagner                |
| Eva                         | Die Meistersinger von Nürnberg | Wagner                |
| Fanciulla fiore             | Parsifal                       | Wagner                |
| Ännchen Agathe              | Der Freischütz                 | Weber                 |
| Fatima                      | Abu Hassan                     | Weber                 |

## Discografia
La Schwarzkopf è una delle poche cantanti liriche che possono vantare una discografia compilata con cura e cospicua. Oltre ad alcune opere complete, spiccano i numerosi dischi di recital e Lieder, in particolare di Strauss e Wolf, che la cantante prediligeva.
La Schwarzkopf ha registrato esclusivamente per l'etichetta EMI.

### Opere
| Anno | Titolo Ruolo                           | Cast                                                      | Direttore           | Etichetta |
| ---- | -------------------------------------- | --------------------------------------------------------- | ------------------- | --------- |
| 1950 | Le nozze di Figaro Contessa d'Almavia  | Erich Kunz, Irmgard Seefried, George London               | Herbert von Karajan | EMI       |
| 1952 | Dido and Æneas Belinda                 | Kirsten Flagstad, Thomas Hemsley, Arda Mandikian          | Geraint Jones       | EMI       |
| 1953 | Hänsel und Gretel Gretel               | Elisabeth Grümmer, Josef Metternich, Maria von Ilosvay    | Herbert von Karajan | EMI       |
|      | Das Land des Lächelns Lisa             | Nicolai Gedda, Erich Kunz, Emmy Loose                     | Otto Ackermann      | EMI       |
|      | Die lustige Witwe Hanna Glawari        | Erich Kunz, Nicolai Gedda, Emmy Loose                     | Otto Ackermann      | EMI       |
| 1954 | Ariadne auf Naxos Primadonna/Ariadne   | Rudolf Schock, Rita Streich, Irmgard Seefried             | Herbert von Karajan | EMI       |
|      | Così fan tutte Fiordiligi              | Nan Merriman, Léopold Simoneau, Rolando Panerai           | Herbert von Karajan | EMI       |
|      | Eine Nacht in Venedig Annina           | Nicolai Gedda, Erich Kunz, Emmy Loose                     | Otto Ackermann      | EMI       |
|      | Wiener Blut Gabriele                   | Nicolai Gedda, Karl Dönch, Emmy Loose                     | Otto Ackermann      | EMI       |
|      | Der Zigeunerbaron Saffi                | Hermann Prey, Nicolai Gedda, Willy Ferenz                 | Otto Ackermann      | EMI       |
| 1955 | Die Fledermaus Rosalinde               | Nicolai Gedda, Rita Streich, Erich Kunz                   | Herbert von Karajan | EMI       |
| 1956 | Der Barbier von Bagdad Margiana        | Nicolai Gedda, Hermann Prey, Gerhard Unger                | Erich Leinsdorf     | EMI       |
|      | Falstaff Mrs Alice Ford                | Tito Gobbi, Anna Moffo, Luigi Alva                        | Herbert von Karajan | EMI       |
|      | Der Rosenkavalier Marescialla          | Christa Ludwig, Teresa Stich-Randall, Otto Edelmann       | Herbert von Karajan | EMI       |
| 1957 | Turandot Liù                           | Maria Callas, Eugenio Fernandi, Nicola Zaccaria           | Tullio Serafin      | EMI       |
|      | Capriccio Contessa                     | Eberhard Wächter, Nicolai Gedda, Dietrich Fischer-Dieskau | Wolfgang Sawallisch | EMI       |
| 1959 | Don Giovanni Donna Elvira              | Eberhard Wächter, Joan Sutherland, Graziella Sciutti      | Carlo Maria Giulini | EMI       |
| 1960 | Le nozze di Figaro Contessa d'Almaviva | Giuseppe Taddei, Anna Moffo, Fiorenza Cossotto            | Carlo Maria Giulini | EMI       |
| 1962 | Così fan tutte Fiordiligi              | Christa Ludwig, Alfredo Kraus, Walter Berry               | Karl Böhm           | EMI       |
|      | Die lustige Witwe Hanna Glawari        | Eberhard Wächter, Nicolai Gedda, Hanny Steffek            | Lovro von Matačić   | EMI       |
| 1964 | Les Contes d'Hoffmann Giulietta        | Nicolai Gedda, Gianna D'Angelo, Victoria de los Ángeles   | André Cluytens      | EMI       |
|      | Die Zauberflöte Prima Dama             | Nicolai Gedda, Gundula Janowitz, Lucia Popp               | Otto Klemperer      | EMI       |

### Recital e musica sacra
Bach
- Passione secondo Matteo (Klemperer), Philharmonia Orchestra (EMI 1961)

Brahms
- Ein deutsches Requiem (Klemperer), Philharmonia Orchestra (EMI 1961)

Richard Strauss
- Vier Letzte Lieder  / Arabella (selezione) (Ackermann, Matacic) (1953, 1954) (Naxos)
- Four Last Songs (Szell; 1965; EMI Classics "Great Recordings of the Century")

Verdi
- Messa da Requiem (Di Stefano, De Sabata) (1954) (Naxos)

Operetta
- Schwarzkopf Sings Operetta - Elisabeth Schwarzkopf/Otto Ackermann/Philharmonia Orchestra, EMI Warner

## Pubblicazioni
- (EN) Elisabeth Schwarzkopf, Elisabeth Schwarzkopf: A Career on Record, Amadeus Press, 1995, ISBN 0931340993.

## Onorificenze
Nel 1977 le venne data la Laurea honoris causa dalla Cambridge University. Nel 1993 divenne membro a vita del "Wiener Staatsoper" e nel 1992 fu fatta "Dame Commander" dall'Ordine dell'Impero Britannico.